# Francesco Durante (kompozytor)
Francesco Durante (ur. 31 marca 1684 we Frattamaggiore, zm. 30 września 1755 w Neapolu) – włoski kompozytor i pedagog muzyczny.

## Życiorys
Był siódmym z jedenaściorga dzieci wełniarza. Po śmierci ojca w 1699 roku przeszedł pod opiekę stryja, księdza Angelo Durantego, u którego pobierał pierwsze lekcje muzyki. W latach 1702–1705 uczęszczał do Conservatorio di San Onofrio a Capuana w Neapolu, gdzie pobierał nauki u skrzypka Gaetano Francone. Przypuszczalnie uczył się też u Bernardo Pasquiniego i Giuseppe Ottavio Pitoniego w Rzymie. Od 1710 do 1711 roku był wykładowcą w neapolitańskim Conservatorio di San Onofrio a Capuana. O kolejnych kilkunastu latach jego życia brak informacji źródłowych. W latach 1728–1738 był kapelmistrzem Conservatorio dei Poveri di Gesù Christo w Neapolu. Od 1742 do 1755 roku uczył w Conservatorio di Santa Maria di Loreto, od 1745 roku ponownie był też wykładowcą Conservatorio di San Onofrio a Capuana. Do jego uczniów należeli m.in. Giovanni Battista Pergolesi, Niccolò Jommelli, Giovanni Paisiello, Niccolò Piccinni, Tommaso Traetta, Pasquale Anfossi, Egidio Romualdo Duni, Pietro Alessandro Guglielmi, Nicola Logroscino i Leonardo Vinci. Po śmierci został pochowany w neapolitańskim kościele San Lorenzo Maggiore.

## Twórczość
Należał do czołowych przedstawicieli szkoły neapolitańskiej, pomimo iż w przeciwieństwie do innych jej przedstawicieli nie napisał ani jednej opery. Zajmował się głównie twórczością religijną, łącząc w swoich kompozycjach typową dla szkoły neapolitańskiej śpiewność z kunsztowną polifonią charakterystyczną dla ośrodka rzymskiego. Operował techniką kontrapunktyczną w stylu koncertującym, wprowadzał dwuchórowość. Stosował bogatą koloraturę w partiach solowych, co zbliża stylistycznie jego arie i duety w mszach do arii operowych.
W sonatach na klawesyn stosował 2-częściową budowę z obszernym 2–4 głosowych studio w technice fugowanej w części pierwszej i krótkim 2-głosowym divertimento w części drugiej.

## Wybrane kompozycje
(na podstawie materiałów źródłowych)

### Dramaty religijne
- Prodigii della divina misericordia verso i devoti del gloriosa S. Antonio di Padova (1705, muzyka zaginiona)
- La cerva assetata ovvero L’anima nelle fiamme della gloria (wyst. Neapol 1719, zaginione)
- Abigaile (wyst. Rzym 1736, muzyka zaginiona)
- S. Antonio di Padova (wyst. Wenecja 1754)

### Muzyka sakralna
- 3 cykle mszalne
- 19 mszy
- 5 requiem
- 30 psalmów
- 14 motetów
- części mszalne, antyfony, hymny, sekwencje

### Utwory instrumentalne
- 8 concerti per quartetto concertanti per archi
- Concerto B-dur na klawesyn i instrumenty smyczkowe
- 6 sonate per cembalo divisi in studii e divertimenti
- 7 sonat klawesynowych